# Codificazione
La codificazione è l'opera di ordinamento sistematico, completo, astratto e organico di un insieme di norme giuridiche tale da sfociare nella costituzione di un codice o di una raccolta di leggi.

## Storia
La storia della codificazione ha origini molto antiche: probabilmente uno dei primissimi esempi è il Codice di Hammurabi. Pur essendo quindi presente anche in altre epoche, come ad esempio il Codex Iuris Iustiniani, il cosiddetto codice di Giustiniano, del 500 d.C. circa, quale raccolta ai posteri di tutto il diritto romano - quantunque interpolato più o meno pesantemente - il fenomeno della codificazione, intesa in senso moderno, si sviluppa in Europa continentale a partire dalla crisi del diritto comune, incominciata fin dal XV secolo.
Da quel momento in poi, infatti, con la progressiva decadenza dei due pilastri su cui si era fondato il precedente sistema, ovvero il potere dell'Imperatore unito a quello del Papa e con il sostanziale smarrimento da parte della dottrina giuridica della capacità di operare quella vitale operazione di sintesi ed uniformazione del diritto cosiddetto comune.
Oramai la regola interpretata aveva non soltanto preso il sopravvento sulla norma uniforme presente nei testi giustinianei, ma anche assunto significati nelle diverse terre di applicazione),  e pertanto si diffuse l'esigenza di una razionalizzazione di tipo centralistico del diritto vigente: di qui il divieto di utilizzare le opinioni della dottrina e di porre un'unica interpretazione come ufficiale.
Questo processo, svolto solo parzialmente dalle cosiddette consolidazioni, fu agevolato dalla nascita degli Stati nazionali, che assunsero a poco a poco il monopolio della produzione del diritto facendo tabula rasa di ciò che era stato considerato come tale in precedenza e immaginando di poter plasmare una nuova società attraverso una legge imposta su un territorio definito.

I sistemi parlamentari non hanno fatto altro che accentuare questa caratteristica, essendo la legge approvata dal Parlamento diretta espressione della volontà popolare e quindi ormai assurta a fonte primaria dell'ordinamento. Il giudice non diventa perciò altro che esecutore di comandi della legge e la dottrina non svolge che un marginale ruolo di commento e chiarificazione dei testi in chiave ad essi adesiva.
Tale dottrina è resa in maniera esemplare dall'art. 1 del codice napoleonico, il primo codice in senso veramente moderno, del 1804, che divenne la base di buona parte delle codificazioni in Europa continentale. Il legislatore, quindi, si sostituisce al giudice in qualità di soggetto cosciente ed informato, in grado di indirizzare con la legge l'intera società. Il codice venne considerato, dai sovrani prima e dai parlamenti poi, lo strumento migliore per raggiungere tale scopo con più facilità  e questo giacché esso era in grado di contenere tutti gli elementi generali e di dettaglio necessari all'interprete per trovare la regola che attiene al caso concreto in discussione.

## La ricodificazione
Nel 2018 si è avuto in Italia il primo caso di "ricollocazione topografica di fattispecie e istituti già presenti nell’ordinamento penale, che rimangono invariati sotto il profilo contenutistico", in un codice preesistente: è stato opera del decreto legislativo 1º marzo 2018, n. 21 ("Disposizioni di attuazione del principio di delega della riserva di codice nella materia penale a norma dell'art. 1, co. 85, lettera q), della legge 23 giugno 2017, n. 103"), che ha previsto che “nuove disposizioni che prevedono reati possono essere introdotte nell’ordinamento solo se modificano il codice penale ovvero sono inserite in leggi che disciplinano in modo organico la materia”. Di conseguenza una serie di fattispecie di reato, prima contenute in leggi speciali, sono state fatte rifluire nel codice penale già esistente.
A dispetto di quanto avvenuto per il codice penale, l’ipotesi di ripetere la stessa operazione per il codice civile del 1942 solleva, in dottrina, un serrato dibattito.